# Природоохоронна ідеологія
Природоохоронна ідеологія — форма суспільної свідомості, сукупність форм мислення і ціннісних уявлень, заснованих на біоцентризмі і екоцентризмі, тісно взаємодіє з  екофілософією,  культурою і  релігією.  Природоохоронну ідеологію відрізняє особлива активність, наступальність. Її важливим елементом є екологічна етика, повага  прав природи, високе оцінювання внутрішньої і зовнішніх нематеріальних природних цінностей. Мета природоохоронної ідеології — введення в повсякденне життя такої громадської практики, за якою будуть захищатися від господарського використання значні ділянки дикої природи і максимально велика кількість видів та індивідів живих істот і місць їх проживання.
Екологічна ідеологія — це ідеологія життя, солідарності людини і природи. Перш за все, це урахування в усіх сферах людської діяльності реакції природного середовища на внесені до нього зміни; діяльність не замість природи, що ламає її кругообороти речовин,  трофічні рівні і нищить її складові частини, а діяльність разом з природою, що враховує її можливості і закони функціонування.
Екологічна ідеологія не замикається в рамках взаємодії людини з природним середовищем, а вбирає в себе всі основні проблеми людського існування. Не може бути миру і злагоди в душі без того, щоб екологічні відносини не стали людяними у вищому сенсі слова, як не може бути миру і злагоди людини з природою без згоди в  суспільстві. Найбільш чистий зв'язок між людиною і природою ми знайдемо там, де діють спільно обидві сторони, де дружелюбність природи з'єднується з духовною витонченістю в настільки великій мірі, що замість залежності людини від природи і суворої боротьби між ними з'являється здійснена гармонія.
Природоохоронній ідеології протистоїть ідеологія  суспільства споживання, заснована на антропоцентризмі, метою якої є розширення сфери споживання за рахунок  природних ресурсів.

## Становлення природоохоронної ідеології
Природоохоронна ідеологія в основному була розроблена на початку XX століття. У США її засновниками вважають  Г. Торо,  Дж. М'юра і  О. Леопольда, у  Німеччині — Г. Конвенца, у Польщі — Я. Павліковського, в Росії —  І. П. Бородіна, Г. О. Кожевнікова і А. П. Семенова-Тян-Шанського. В  Україні великий внесок у розвиток природоохоронної ідеології внесли  В. І. Талієв,  В. Г. Аверін,  М. В. Шарлемань. Наприкінці XX століття природоохоронна ідеологія отримала значний розвиток за рахунок розробленої до цього часу  екологічної етики та  глибинної екології.

## Застосування природоохоронної ідеології на практиці
Природоохоронна ідеологія повною мірою підтримується і застосовується деякими  громадськими екологічними організаціями, а також низкою письменників, художників і філософів. У США поборниками природоохоронної ідеології є організації «Морський пастух», «Земля передусім!», в Росії — російський Грінпіс, Центр охорони дикої природи, Дружини охорони природи, в Україні — Київський еколого-культурний центр, Дружини охорони природи, Печеніги, Національний екологічний центр України, «Зелений фронт», у Польщі — Майстерня на благо всіх істот, Мережа захисту вовків, Клуб природників, в Білорусі — Охорона птахів Батьківщини. Серед відомих письменників, які активно підтримують природоохоронну ідеологію, можна назвати Гаррі Снайдера і Едварда Еббі (США), Володимира Чивиліхіна і  Фелікса Штільмарка (Росія),  Максима Рильського (Україна), Яна Павліковського, Яцека Колбичевського (Польща),  Бернгарда Гржимека (Німеччина), Джой Адамсон (Австрія),  Жака Іва Кусто (Франція),  Яна Лінблада (Швеція).

## Ресурси Інтернету
- Чи потрібна екологічна ідеологія  [Архівовано 13 квітня 2014 у Wayback Machine.]
- Р. Доминик-3. — Природоохранная идеология в нацистской Германии  [Архівовано 4 березня 2016 у Wayback Machine.]
- Екологічна ідеологія без міфів  [Архівовано 2 червня 2017 у Wayback Machine.]
- Андрос О. Є. Екологістські рухи в сучасному політичному процесі: монографія. — Київ: Стилос, 2012. — 206 с. ISBN 978-966-2399-14-1 [10]